# Alaixys Romao

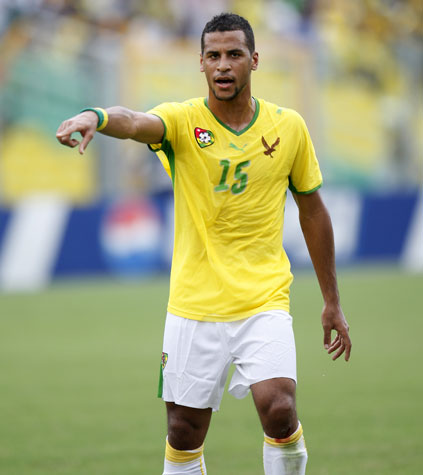
Alaixys Romao (2009)

Jacques-Alaixys Romao (* 18. ledna 1984, L'Haÿ-les-Roses, Francie) je francouzsko-tožský fotbalový záložník a reprezentant Toga, od roku 2013 hráč klubu Olympique de Marseille.

## Klubová kariéra
- FC Toulouse (mládež)
- FC Toulouse B 2002–2004
- CS Louhans-Cuiseaux 2004–2007
- Grenoble Foot 38 2007–2010
- FC Lorient 2010–2013[1]
- Olympique de Marseille 2013–2018
- Stade Reims 2018-

## Reprezentační kariéra
Rozhodl se reprezentovat na seniorské úrovni Togo.
V A-mužstvu Toga debutoval v roce 2005 v kvalifikačním utkání na MS 2006 proti reprezentaci Libérie (výhra 3:0).
Zúčastnil se mistrovství světa ve fotbale 2006 v Německu, kde Togo obsadilo bez zisku bodu poslední čtvrté místo ve skupině G. Romao odehrál na šampionátu dva zápasy.
Zúčastnil se také několika Afrických pohárů národů (mistrovství Afriky).